# Hermanas de San Andrés

Cruz de San Andrés.

Las Hermanas de San Andrés son una Congregación Católica internacional que vive de la espiritualidad ignaciana. Fue fundada en Bélgica, en las puertas de la ciudad de Tournai hacia 1231.
La fundación no fue obra de ningún santo o santa. Con la premisa de la fe y el simple servicio, estas mujeres ofrecieron abrigo a los peregrinos en la noche. El Papa Inocencio IV les otorgó su protección en 1249. 
Primero fundaron un hostal "San Nicolás de Bruille", con el nombre de la parroquia vecina, donde se ofrecía una acogida gratuita durante la noche para los peregrinos y viajantes. A partir de finales del siglo XIII el hostal se transforma en hospital.
En el siglo XV el hospital tomó el nombre de San Andrés, para diferenciarlo del hospital de San Nicolás que se había abierto en la ciudad de Tournai.
Las tropas de Enrique VIII de Inglaterra ocuparon el hospital y años más tarde la comunidad será devastada por la peste. 
Bajo el priorato de Marie de la Chapelle, el hospital se transformó en monasterio, reconocido oficialmente como tal el 16 de septiembre de 1611.
A partir de 1801 las Hermanas de San Andrés se ponen a dar clase como educadoras y profesoras. El 14 de abril de 1857 se convierte la Sociedad de San Andrés en una congregación apostólica, de derecho romano, orientada hacia la misión. Desde 1966 colabora en la acogida de jóvenes que marchan a la Comunidad de Taizé.

## Comunidades
- Bélgica Ramegnies-Chin (Casa-Madre)
- Inglaterra Edenbridge
- Francia Ameugny (Postulantado) Lyon (Noviciado)
- Brasil São Paulo Jaboticabal São José do Rio Preto Rondinha São João da Boa Vista
- República Democrática del Congo Lubumbashi (casa Regional y de formación) Kinshasa  Kikwit

## Véase también

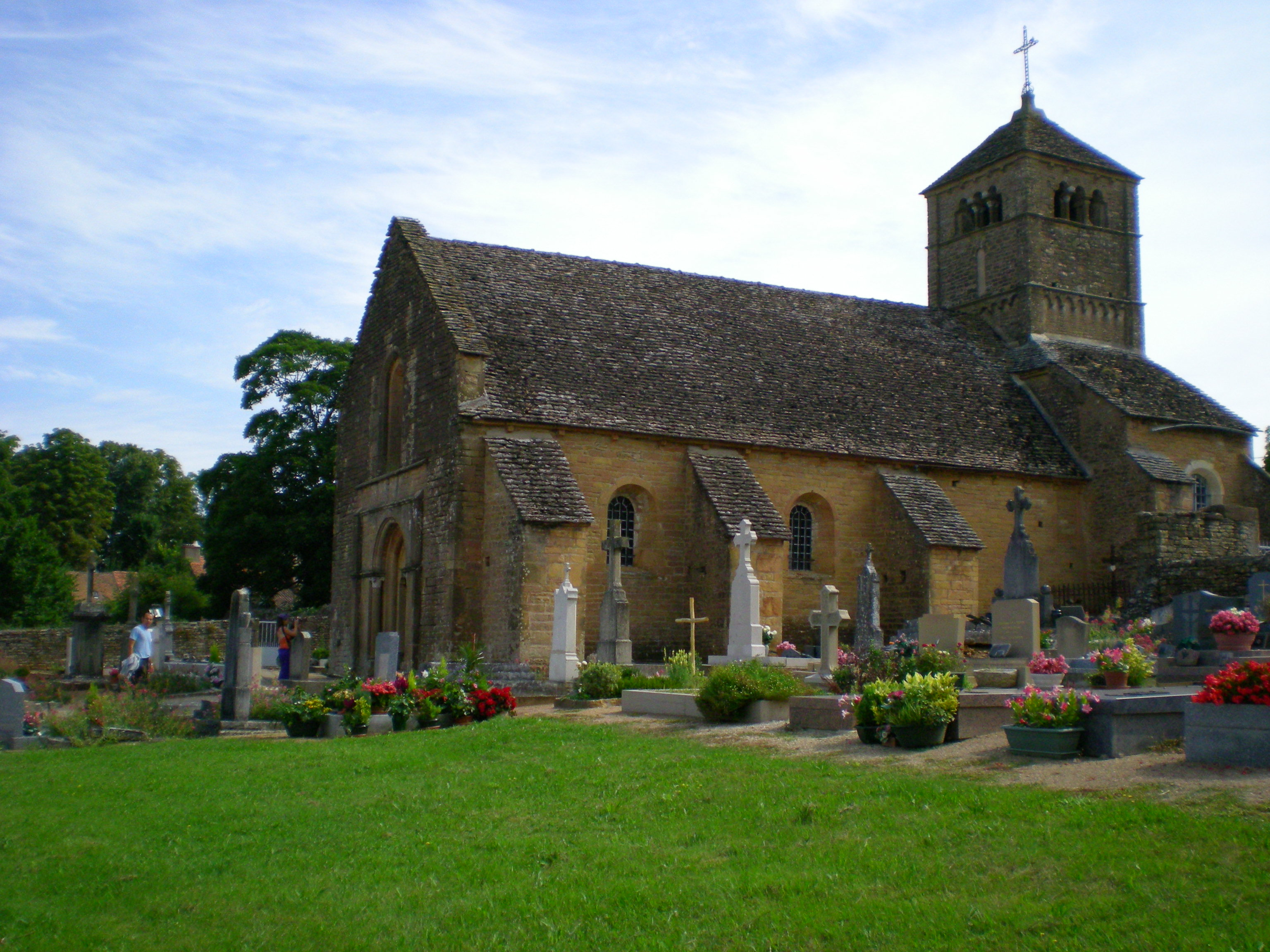
Iglesia de Ameugny.